# Якоб Антон фон Дитрихщайн
Якоб Антон фон Дитрихщайн (на немски: Jacob Anton von Dietrichstein; * 24 юли 1678; † 15 май 1721) е граф на Дитрихщайн-Николсбург.

## Произход
Той е най-малкият син на княз Фердинанд Йозеф фон Дитрихщайн (1636 – 1698) и съпругата му принцеса Мария Елизабет фон Егенберг (1640 – 1715), дъщеря на княз Йохан Антон I фон Егенберг (1610 – 1649) и съпругата му маркграфиня Анна Мария фон Бранденбург-Байройт (1609 – 1680).
Брат е на Зигмунд Франц (1658 – 1667), Леополд Игнац Йозеф (1660 – 1708), от 1698 г. 4. княз на Дитрихщайн-Николсбург, Карл Йозеф фон Дитрихщайн (1663 – 1693), граф на Дитрихщайн, и на граф Валтер Франц Ксавер Антон (1664 – 1738), 5. княз на Дитрихщайн-Николсбург. Сестра му Ердмунда Мария (1662 – 1737) е омъжена 1681 г. за първия си братовчед княз Йохан Адам I Андреас фон Лихтенщайн († 1712).

## Фамилия
Първи брак: през 1709 г. се жени за графиня Мария Шарлота фон Волфщал († 16 януари 1711), дъщеря на граф Филип Гастон фон Волфщал и фрайин Маргарета София фон Вюрцбург. Тя умира при раждане. Те имат две деца:
- Мария Елизабет (12 октомври 1709 – 1730)
- Леополд Вилхелм (15 януари 1711 – 1747), граф на Дитрихщайн, женен ок. 12 май 1728 г. за графиня Мария Терезия фон Алтхан (19 октомври 1711 – 9 февруари 1759)[3]

Втори брак: на 23 октомври 1715 г. се жени за графиня Мария Анна Франциска Магдалена София фон Щархемберг (1 септември 1688, Линц – 1 декември 1757, Виена), дъщеря на граф Гундакар XVI фон Щархемберг (10 януари 1652 – 20 март 1702, Ридег) и графиня Мария Анна фон Рапах (30 август 1654 – 6 август 1721). Те имат шест деца:
- Гуидобалд Йозеф (9 декември 1717 – март 1773), граф на Дитрихщайн, женен I. на 4 ноември 1743 г. в Лозлау за графиня Мария Габриела фон Хенкел-Донерсмарк (1 ноември 1719 – 2 юли 1748), II. 1749 г. за Мария Антония фон Ротал (19 ноември 1717 – 16 януари 1767), III. 1768 г. за графиня Мария Йозефа фон Шратенбах (5 юни 1750 – 1 октомври 1806)
- Ердмут Терезия (19 декември 1718 – 16 март 1723)
- Франц Антон (19 февруари 1720 – 19 април 1723)
- Христина Готфрикай (17 февруари 1721 – сл. 1721, млада)
- Мария Каролина (17 март 1722 – 23 юли 1790), омъжена на 2 февруари 1744 г. за алтграф Леополд Антон Йозеф фон Залм-Райфершайт-Бедбург-Хайншпах (21 юли 1699 – 16 януари 1769), син на алтграф Франц Вилхелм фон Залм-Райфершайт (1672 – 1734) и графиня Мария Анезка Агата Славата (1674 – 1718) [6]